# XSL-атака
XSL-атака (англ. eXtended Sparse Linearization, алгебраическая атака) — это метод криптографического анализа, основанный на алгебраических свойствах шифра. Метод предполагает решение особой системы уравнений.
Данный метод был предложен в 2001 году Николя Куртуа (Nicolas T. Courtois) и Юзефом Пепшиком (Josef Pieprzyk).
XSL-атаки ранее считались невозможными, однако 26 мая 2006 года Куртуа продемонстрировал возможность XSL-атаки против модели одного шифра, сходного по своей структуре с шифром AES.
Как говорил один из создателей шифра Rijndael в частной переписке: «XSL — это не атака, это всего лишь мечтательный сон». «Этот сон может превратиться в кошмар», — отвечал Николя Куртуа.

Если XSL атаки действительно работают, они взломают все существующие на данный момент шифры. Спасти шифр от взлома может лишь чистая случайность. С другой стороны вполне возможно (а с нашей точки зрения и наиболее вероятно), что XSL атаки не применимы на практике или же применимы только к небольшому числу высокоструктурированных шифров
— Нильс Фергюсон, Брюс Шнайер Практическая криптография

### История создания
В 2001 году Нильс Фергюсон, Ричард Шроппель (R. Schroeppel) и Даг Вайтинг (D. Whiting) опубликовали статью, в которой смогли представить запись шифра Rijndael в виде алгебраической формулы, используя представления линейных частей шифра и нелинейных S-блоков в виде уравнений высокого порядка . Они пришли к выводу, что все симметричные блочные шифры могут быть приведены к многомерному уравнению над некоторым конечным полем. Они же задались вопросом, поможет ли знание об алгебраической форме помочь взломать шифр. Если в функции, выражающей S-блоки, не учитывать аргументы в степени -1, тогда шифр становится аффинным и легко взламывается другими способами, не требующими линеаризации. Если же приравнять эти аргументы {\displaystyle 1/x} к {\displaystyle x^{254}}, то уравнение получается полиномиально сложным.
В те годы появлялось множество атак на открытые ключи: атака на систему Мацумото-Имаи, атака на HFE. Эти атаки завершались успехом сразу после раскрытия факта (теоретического или экспериментального) существования дополнительных уравнений многих переменных, которые не очевидны и не были предусмотрены разработчиками оригинального шифра.
Ади Шамир в 1998 показал, что квадратные уравнения многих переменных (MQ) — NP-полная задача. Её сложность заметно снижается, когда уравнения становятся переопределены. В первом исследовании Николя Куртуа и Юзеф Пепшик показывают, что получаемые MQ — разрежены и имеют регулярную структуру.
2 декабря 2002 года на ASIACRYPT-2002 Николя Куртуа и Юзеф Пепшик выступили со статьёй "Cryptanalysis of block ciphers with overdefined systems of equations", где впервые представили две вариации метода XSL-атаки. Выводом из этой работы служит то, что стойкость AES опирается только на невозможность на данный момент решить систему уравнений, описывающую алгебраическую структуру шифра.

### XSL-шифр
Обобщая класс SP-шифров, которые состоят из S-блоков и функций перемешивания бит (permutation of bits), Куртуа и Пепчик обозначили новый класс SA-шифров, который состоит из S-блоков и аффинных функций. Согласно исследованию Ади Шамира и Алекса Бирюкова атаки на SA-шифры не зависят от свойств определенного S-блока. После в статье был введён XSL-шифр класса SA, который описывает структуру типового блочного шифра, для которого метод может быть применён.
Структура шифрования состоит из {\displaystyle N}раундов:
1. {\displaystyle X:} в раунде {\displaystyle i=1} проводится операция {\displaystyle XOR} открытого текста с сессионым ключом {\displaystyle K_{i-1}}
2. {\displaystyle S:} Результат разделяется на блоки по {\displaystyle s} бит. Каждый такой блок параллельно поступает на вход некоторого числа B биективных S-блоков.
3. {\displaystyle L:} потом применяем линейный рассеивающий слой.
4. {\displaystyle X:} применяем операцию {\displaystyle XOR} к следующему сессионному ключу {\displaystyle K_{i}}
5. если {\displaystyle i=N} прерываем цикл, в противном случае переходим к следующей итерации по  {\displaystyle i} и возвращаемся к шагу {\displaystyle S}.

### Математические основы
S-блоки шифров Rijndael и Serpent могут быть представлены в виде некоторой функции многих переменных высоких степеней, метод Куртуа понижает степень функции до некоторого числа {\displaystyle d}, где {\displaystyle d} обычно выбирается равным 2, с помощью расширения пространства аргументов. Особый интерес имеет количество таких функций {\displaystyle r}. Если {\displaystyle r=s}, такие уравнения достаточно описывают S-блок. Если же {\displaystyle r>>s}, тогда говорим, что система переопределена.
Существует два типа XSL-атак. Первый (общий) оперирует с XSL-шифрами, независимо от алгоритма расписания ключей (см. key schedule). Тогда алгоритм требует такое число шифротекстов, сколько внутри шифра существует S-блоков. Второй вариант XSL-атаки учитывает, что известен алгоритм расписания ключей, поэтому требует всего один шифротекст.

### Алгоритм первого варианта XSL-атаки
Каждый раунд работы S-блока записывается в виде уравнения:
{\displaystyle {\displaystyle \sum _{i,j}\alpha _{ijk}*X_{ij}*Y_{jk}+\sum _{i,j}\beta _{ij}*X_{ij}+\sum _{i,j}\gamma _{ij}*Y_{ij}+\delta =0}}
где {\displaystyle X_{ij}}- биты на входе {\displaystyle i}- ого S-блока, {\displaystyle Y_{ik}}- биты на выходе {\displaystyle i}- ого S-блока.
Далее выбирается критический параметр атаки {\displaystyle P\in \mathbb {N} }. Во время атаки уравнение каждого S-блока будет умножаться на все возможные одночлены подмножества {\displaystyle (P-1)} оставшихся S-блоков. Причем при изменении числа раундов шифра параметр {\displaystyle P} должен возрастать не сильно, как показали эксперименты Куртуа и Пепшика.
Далее для нахождения системы, для которой существует единственное решение, записывается новое уравнение:
{\displaystyle X_{i,j}\bigoplus \sum \alpha _{j}Y_{i-1,j}=X'_{i,j}\bigoplus \sum \alpha _{j}Y'{i-1,j}=X''_{i,j}\sum \alpha _{j}Y''_{i-1,j}=...}
Цель всех этих преобразований — привести систему уравнений к линейной переопределенной системе, в которой нет очевидных линейно зависимых уравнений.

### Мнение научного сообщества
Метод алгебраических атак показался многообещающим для криптоанализа, так как не требовал большого числа шифротекстов в теории и предлагал взлом наиболее используемого стандарта шифрования (AES). В течение пяти лет вышло много исследований на тему работоспособности XSL-атак.
Так, в работе Карлоса Сида (Carlos Cid) и Г. Лорен (Ga¨etan Leurent) был разобран второй вариант XSL-атаки из оригинальной статьи — compact XSL — на AES-128. В статье были разобраны примеры, при которых данный алгоритм рушится в так называемом T-блоке, который используется для расширения пространства переменных. Однако учёные сделали вывод, что XSL подход — первая попытка найти уязвимость в структурной части AES-шифра.
Например, в работе Chu-Wee Lim и Khoongming Khoo  исследуется попытка взлома приложения BES (Big Encryption System) к AES. Это расширение переводит все вычисления в поле {\displaystyle {GF_{256}}}, что, соответственно, должно уменьшать количество операций. Однако теоретические расчёты показали, что сложность алгоритма для BES-шифра повышается. Сложность для вариантов BES:
- BES-128: {\displaystyle \approx 2^{401}}
- BES-192: {\displaystyle \approx 2^{622}}
- BES-256: {\displaystyle \approx 2^{691}}

Было установлено, что XSL-атака не эффективна против BES-шифров.